# Đội tuyển Fed Cup Zimbabwe
Đội tuyển Fed Cup Zimbabwe đại diện Zimbabwe ở giải đấu quần vợt Fed Cup và được quản lý bởi Hiệp hội Quần vợt Zimbabwe.  Đội chưa thi đấu lại kể từ năm 2008.

## Lịch sử
Zimbabwe tham dự kì Fed Cup đầu tiên vào năm 1966, với tên gọi Rhodesia. Trong trận khai màn, họ đánh bại Áo tuyệt đối (3-0) với Patricia Walkden ghi dấu ấn chiến thắng đầu tiên cho đội tuyển. Ở vòng hai, họ thất bại trước Ý để lập thành tích kết quả tốt nhất ở vòng 16 đội. Sau khi thất bại trước Hoa Kỳ các năm 1967 và 1972 (đội tham gia năm 1971 nhưng bỏ giải), họ vào vòng đấu loại vớt và vượt qua Na Uy tại vòng một vòng vé vớt trước khi thất bại trước Nhật Bản ở trận đấu đôi và bị loại chung cuộc.
Sau khi bỏ giải lần nữa năm 1975, họ vào giải 1976 với màn trình diễn tốt hơn. 